# Cesare Fera (architetto)
Cesare Fera (Savona, 8 novembre 1922 – Genova, 16 gennaio 1995) è stato un architetto e ingegnere italiano.

## Biografia
Cesare Fera nacque a Savona, l'8 novembre 1922, in una famiglia di ingegneri. Suo nonno era l'omonimo Cesare Fera, uno dei fondatori dell'ILVA. Nel 1948 si laureò in Ingegneria Civile, ma si concentrò subito, sia nell’attività professionale sia in quella accademica, nel campo della progettazione urbanistica e architettonica, sino agli anni '70, con studio associato insieme al cognato Luciano Grossi Bianchi e, negli ultimi anni di vita, coi figli Stefano e Francesco Saverio, architetti.
Tra il 1952 e il 1953 ottenne una borsa di studio del British Council e svolse per nove mesi ricerche sull'edilizia scolastica e sulle new towns inglesi presso la Architectural Association School di Londra. Tra il 1957 e il 1965 fu consulente del Comune di Genova per il piano di recupero del centro storico. Tra il 1964 e il 1966 svolse varie consulenze sull'edilizia scolastica per la Banca Mondiale e l'UNESCO, compiendo missioni in Afganistan, Pakistan e Tanzania. Nel 1966 ottenne la libera docenza in Caratteri Distributivi degli Edifici.
Tra il 1967 e il 1971 fu consulente dell'Università di Genova per l'insediamento nel centro storico delle Facoltà Urbanistiche. Dal 1970 divenne professore associato presso la Facoltà di Architettura di Genova, svolgendo attività didattica e di ricerca. Dal 1968 al 1991 fundocente presso la Scuola di Architettura della Clemson University del Carolina del Sud, negli Stati Uniti; dapprima come visiting professor, poi come full professor. Nei primi anni '70 contribuì alla creazione a Genova del Charles E. Daniel Center for Building Research and Urban Studies, centro internazionale di studi d'architettura e urbanistica della Clemson University, di cui fu direttore sino alla morte. Negli anni '50 era stato tra i fondatori della sezione genovese di Italia Nostra.

## Opere

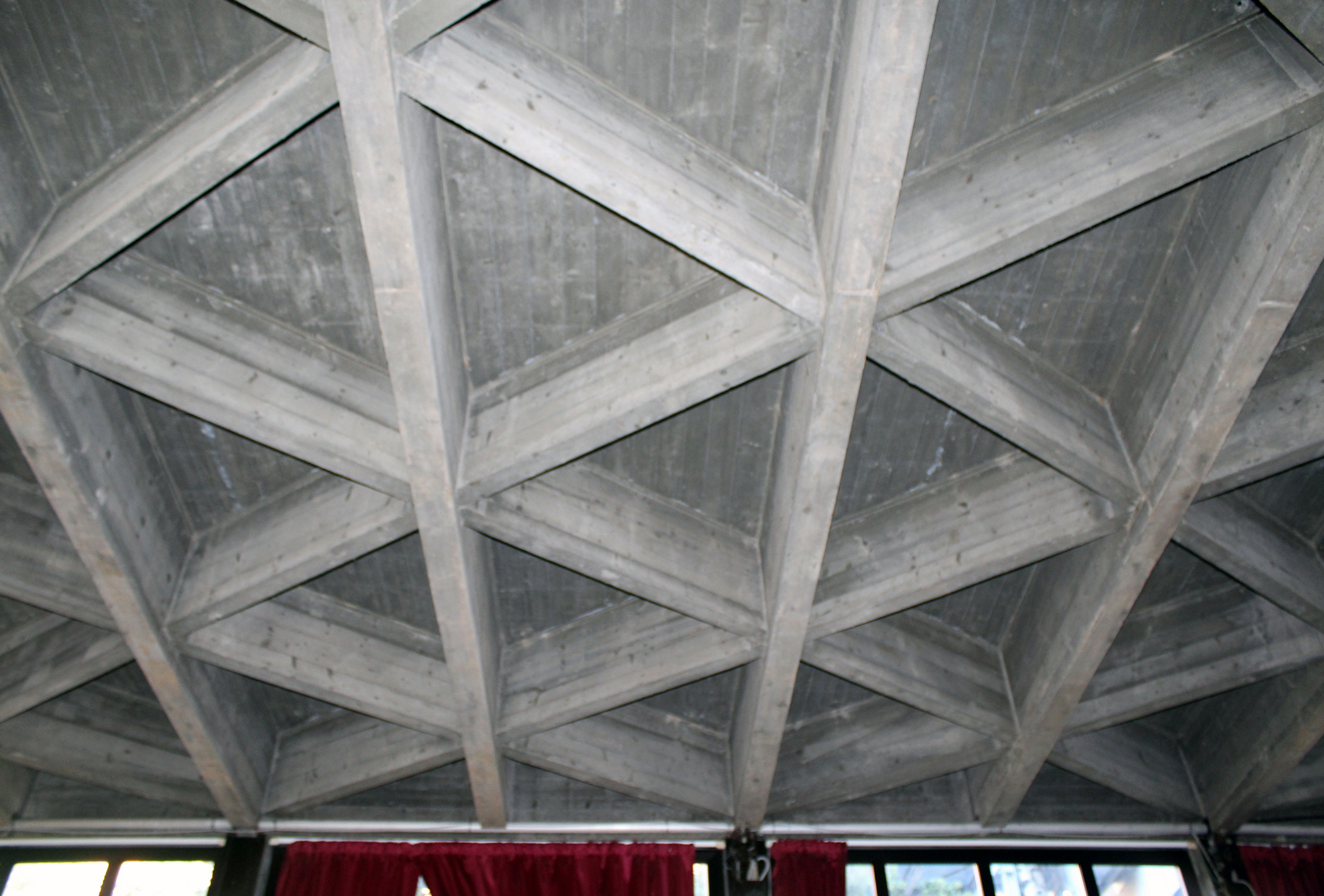
Struttura dei solai del Liceo Artistico Nicolò Barabino, 1958-'68, Genova, progetto di Cesare Fera e Luciano Grossi Bianchi.

- 1958 Chiesa di Santa Maria Giuseppa Rossello a Savona, con Giovanni Romano,
- 1962 Edifici scolastici Istituto M. Champagnat, quartiere di Albaro a Genova, con Luciano Grossi Bianchi.
- 1958-68 Liceo Artistico Nicolò Barabino, Genova, con Luciano Grossi Bianchi,
- 1960-64 Chiesa e Centro Parrocchiale di N. S. della Vittoria alle Mura degli Angeli a Genova, con Luciano Grossi Bianchi,Istituto Scolastico M. Champagnat, 1962, Genova, progetto di Cesare Fera e Luciano Grossi Bianchi. Foto di Paolo Monti, 1964.

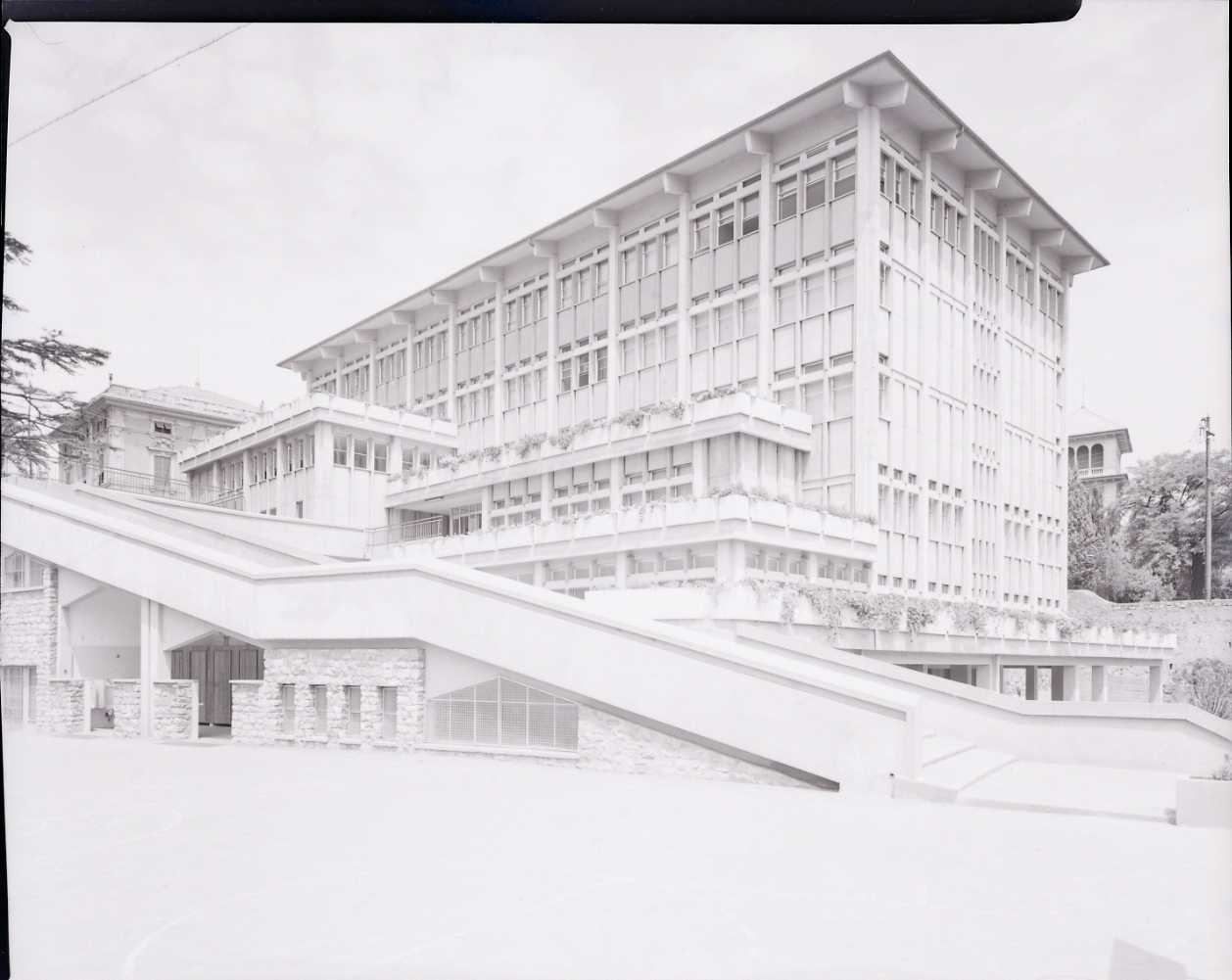
Istituto Scolastico M. Champagnat, 1962, Genova, progetto di Cesare Fera e Luciano Grossi Bianchi. Foto di Paolo Monti, 1964.

- 1962-1992 Restauri della chiesa di Santa Maria di Castello a Genova, con Luciano Grossi Bianchi e, per le ultime fasi, a proprio firma,
- Anni '80 Interventi nel Palazzo Balbi-Senarega per la Facoltà di Lettere, in via Balbi 4 a Genova,
- 1992 Ostello della Gioventù, quartiere di Oregina a Genova.